# Imouraren SA
Imouraren SA est une coentreprise entre la société française Orano Mining et le l'État du Niger qui opère dans le domaine de l'industrie minière.

## Historique
En 1966, le CEA découvre le gisement d'uranium d’Imouraren.
En 2009, Oranon Mining et l'Etat du Niger créent la société Imouraren SA, qui doit valoriser la licence minière. La même année début la construction des installations.
EN 2014, la production démarre.

## Activité
L’usine de traitement du minerai d’uranium d’Imouraren SA est installée à Imouraren, à 80 km au sud de la ville d’Arlit.
Exploitée à ciel ouvert, la mine d'uranium d'Imouraren (20 km²), mais de très faible teneur (0,08 %), devrait produire selon Areva environ 5 000 tonnes d'uranium métal par an pendant 35 ans. Environ 800 personnes devraient être employées sur le site.

## Organisation
Initialement le capital d’Imouraren SA, 50 milliards de Francs CFA, était réparti entre Areva (66,65 %) et la SOPAMIN (33,35 %). En 2009, la société sud-coréenne Korea Electric Power Corporation a pris une participation de 10 % dans le projet. Aujourd'hui, elle détiens 3,13 %.
Son siège social est installé à Niamey, dans les mêmes locaux que Orano Mining Niger. Les locaux de l'administration de l'entreprise sont situés dans la zone industrielle de Niamey (route de l'aéroport).
La mine à ciel ouvert et l’usine de traitement de l’uranium sont situés à Imouraren dans la commune rurale de Dannet dans la région d’Agadez. Le projet Imouraren est actuellement interrompu pour des raisons économiques, comme plusieurs projets miniers majeurs dans le monde.

## Conflits sociaux
Le 25 avril 2012, les travailleurs de la mine entament une grève d’avertissement de sept jours. Ils protestent contre le non-respect de la réglementation du travail au Niger, en particulier les rythmes de travail proposés et le mode de fonctionnement en ilot (type plate-forme pétrolière) .